# Nulla in mundo pax sincera
Nulla in mundo pax sincera (RV 630) ist eine von Antonio Vivaldi komponierte Motette. Die Grundlage bildet ein anonymer lateinischer Text, dessen Titel als In der Welt gibt es keinen ehrlichen Frieden übersetzt werden kann. In der Tonart E-Dur stehend und im lyrischen Stil des italienischen Barock komponiert, ist das Werk für Sopran, zwei Geigen, Bratsche und Basso continuo (üblicherweise Cello und Tasteninstrument, in diesem Fall explizit die Orgel) gesetzt.
Der Text behandelt die Makel einer Welt voller Sünden und Übel und lobpreist Jesus als Erlöser.
Die Aufführung der Motette dauert ungefähr 13 Minuten.

## Text
Arie.
Nulla in mundo pax sincera

sine felle; pura et vera,

dulcis Jesu, est in te.

Inter poenas et tormenta

vivit anima contenta

casti amoris sola spe.

Rezitativ.
Blando colore oculos mundus decepit

at occulto vulnere corda conficit;

fugiamus ridentem, vitemus sequentem,

nam delicias ostentando arte secura

vellet ludendo superare.

Arie.
Spirat anguis

inter flores et colores

explicando tegit fel.

Sed occulto tactus ore

homo demens in amore

saepe lambit quasi mel.

Alleluia.